# Exosphaeroma pentcheffi
Exosphaeroma pentcheffi — вид рівноногих ракоподібних родини Sphaeromatidae.

## Назва
Вид названий на честь американського дослідника Діна Пентчеффа з Музею природознавства Лос-Анджелеса. Пентчефф очолював експедицію, в ході якої виявлено новий вид ракоподібних.

## Поширення
Ендемік Каліфорнії. Живе в приливній зоні півострова Палос Вердес у Лос-Анджелесі.

## Опис
Самці завдовжки до 6,8 мм, а самиці — до 4,6 мм.